# DEC Alpha

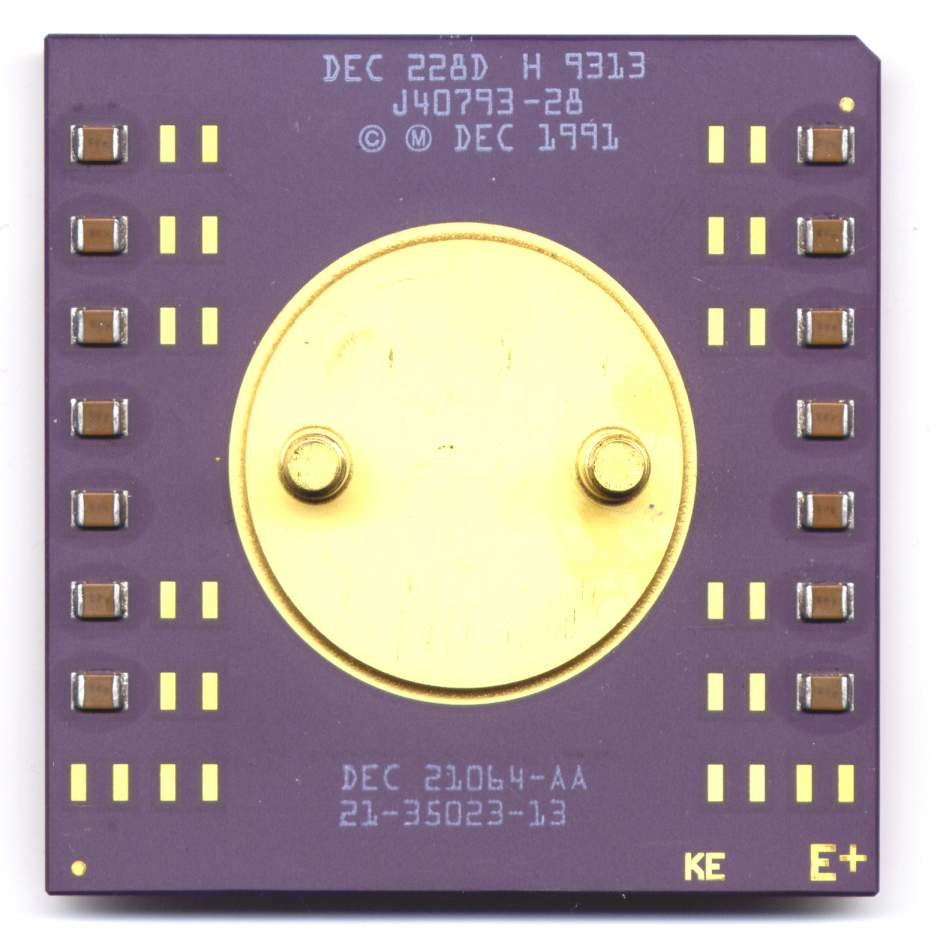
Мікропроцесор DEC Alpha AXP 21064

DEC Alpha (початкова назва Alpha AXP) — архітектура 64-розрядних RISC мікропроцесорів, розроблена компанією DEC. Процесори даної архітектури використовувалися DEC у власній лінійці робочих станцій і серверів.
Мікропроцесор створили для комп'ютерів, які планувалися на заміну серії VAX і від початку підтримувався операційними системами VMS і DEC OSF/1 AXP (в 1995 перейменовано на Digital UNIX, після придбання DEC компанією Compaq (а потім придбання компанії Compaq компанією Hewlett-Packard) перейменовано на Tru64 UNIX). Пізніше на них було перенесено вільні операційні системи GNU/Linux і BSD UNIX. Компанія Microsoft виробляла Windows NT із підтримкою Alpha до версії Windows NT 4.0 SP6, проте підтримка була згорнута після випуску Windows 2000 Release Candidate 2. Технологія процесора була передана розробникам процесора Itanium, а команда розробників перейшла в AMD і розробляла процесор Athlon.